# ريتشارد كوركوران
ريتشارد كوركوران (بالإنجليزية: Richard Corcoran)‏ هو سياسي أمريكي، ولد في 16 مارس 1965 في تورونتو في كندا. حزبياً، نشط في الحزب الجمهوري. وقد انتخب عضو مجلس نواب فلوريدا.

## وصلات خارجية
- الموقع الرسمي